# Sarcophanops
Sarcophanops is een geslacht van zangvogels uit de familie breedbekken en hapvogels (Eurylaimidae).

## Soorten
Het geslacht kent twee soorten:
- Sarcophanops samarensis  – Samarhapvogel
- Sarcophanops steerii  – Mindanaohapvogel